# Kuß um Mitternacht
Kuß um Mitternacht ist ein US-amerikanisches Filmmusical aus dem Jahr 1949 von Norman Taurog mit Kathryn Grayson und José Iturbi in den Hauptrollen. Der Film wurde von Metro-Goldwyn-Mayer produziert.

## Handlung
Die wohlhabende Abigail Budell aus Philadelphia ist als Kunstmäzenin bekannt. Sie hofft, dass ihre Enkelin Prudence durch die Bekanntschaft mit dem Dirigenten José Iturbi eine Gesangskarriere starten kann. José lobt bei einem Vorsingen ihre Stimme, kritisiert aber zugleich ihren Stil, was Prudence wütend werden lässt. Abigail, die von ihrer Mutter an einer Karriere als Sängerin gehindert wurde, will Prudence weiterhin helfen. Dazu finanziert sie den Bau eines Opernhauses und beauftragt José mit der Leitung.
Während Abigail über das Radio Werbung für das Opernhaus macht, besetzt José Prudence für die erste Oper an der Seite des Tenors Guido Betelli. Während der Proben wird ersichtlich, dass Prudence beim Gesang ihrem Partner nicht in die Augen schauen kann. Weitere Übungseinheiten bleiben erfolglos, weil Betelli in Prudences Augen zu dick ist, um ihn anzuschauen. 
Prudence lernt Johnny Donnetti kennen. Johnny ist ein ehemaliger Opernsänger, der die Bühne verlassen hat und nun als Kraftfahrer für Artie Glensons Spedition arbeitet. Zwischen den beiden beginnt eine Romanze. Als José Johnnys Gesangsstimme hört, lädt er ihn zu einem Auftritt bei einem Konzert ein. Das Konzert wird ein voller Erfolg, die Zuschauer sind von Johnny begeistert. José bietet ihm an, zusammen mit Prudence und Betelli aufzutreten. Betelli ist mit einem weiteren Tenor jedoch nicht einverstanden und zerreißt seinen Vertrag. Betellis Abgang erfreut das Ensemble, besonders Prudence, die José bittet, Johnny als Betellis Ersatz zu besetzen. 
José erfüllt ihre Bitte, doch die Romanze endet, als Johnny Prudence erklärt, dass er seine ehemalige Freundin Mary heiraten will. Prudence weiß allerdings nicht, dass Johnny Mary nicht liebt und die Hochzeitspläne durch ein Missverständnis zu Stande kamen. Durch ihre Niedergeschlagenheit beginnt ihr Gesang und ihre Stimme zu leiden. Zu Aufregungen kommt es, als Johnny den Vertrag kündigt, weil er irrtümlich glaubt, Abigail habe ihn nur engagiert, um Prudence zu heiraten. 
In seiner Not holt José Betelli zurück. Doch Prudence ist immer noch nicht in der Lage, den Tenor während ihres Gesangs anzusehen. Als Johnny José erklärt, dass er seine Verlobte gar nicht liebe, bekommt dies Mary mit. Die Verlobung wird gelöst und Betelli mit einem Trick zum erneuten Abgang gebracht, so dass Johnny kurz vor Beginn der Oper wieder seinen Platz neben der glücklichen Prudence einnehmen kann.

## Produktion

### Hintergrund
Gedreht wurde der Film vom 10. Januar bis Mitte März 1949 in den MGM-Studios in Culver City.

### Stab
Cedric Gibbons und E. Preston Ames waren die Art Directors, Edwin B. Willis, assistiert von Arthur Krams, der Szenenbildner, Helen Rose und Arlington Valles die Kostümbildner. Douglas Shearer war für den Ton verantwortlich.

### Besetzung
In kleinen nicht im Abspann erwähnten Nebenrollen traten Dell Henderson, Harold Miller, Hans Moebus, Barry Norton und Dewey Robinson auf. Die Einleitung wurde von Dore Schary gesprochen.
Für Mario Lanza war es das Debüt mit Credit. José Iturbi trat das letzte Mal in einem Film auf.

### Musik
Der musikalische Direktor war Charles Previn, das Orchester wurde von Conrad Salinger und Léo Arnaud geleitet.
Folgende Songs kamen zur Aufführung:
- They Didn't Believe Me von Jerome David Kern und Herbert Reynolds
- I Know, I Know, I Know von Bronisław Kaper und Bob Russell
- Caro nomé aus der Oper Rigoletto von Giuseppe Verdi, Libretto von Francesco Maria Piave
- Celeste Aida aus der Oper Aida von Giuseppe Verdi, Libretto von Antonio Ghislanzoni
- Verrano a te sull'aura aus der Oper Lucia di Lammermoor von Gaetano Donizetti, Libretto von Salvatore Cammarano
- Mama mia, che vo sapé aus der Oper Cavalleria rusticana von Pietro Mascagni, Libretto von Guido Menasci und Giovanni Targioni-Tozzetti
- ’O sole mio von Eduardo Di Capua und Giovanni Capurro
- Down Among the Sheltering Pines von Abe Olman und James Brockman
- Una furtiva lagrima aus der Oper L’elisir d’amore von Gaetano Donizetti, Libretto von Felice Romani
- Ouvertüre der Oper Semiramide von Gioachino Rossini, Libretto von Gaetano Rossi
- Russian Nightingale von Alexander Alabieff
- Judaline von Don Raye und Gene De Paul
- Love Is Music von William Katz, basierend auf der 5. Sinfonie von Pjotr Iljitsch Tschaikowski

Hinzu James folgende Musikstücke:
- 1. Klavierkonzert in Es-Dur von Franz Liszt
- 1. Klavierkonzert in B-Moll von Pjotr Iljitsch Tschaikowski
- Etüde Opus 10, Nr 12 (Revolutionsetüde) von Frédéric Chopin

## Synchronisation
Die deutsche Synchronfassung  entstand im MGM-Synchronisationsatelier in Berlin.
| Rolle             | Schauspieler  | Deutscher Synchronsprecher |
| ----------------- | ------------- | -------------------------- |
| José Iturbi       | José Iturbi   | Alfred Balthoff            |
| Johnny Donnetti   | Mario Lanza   | Paul Edwin Roth            |
| Artie Glenson     | Keenan Wynn   | Georg Thomalla             |
| Michael Pemberton | Jules Munshin | Erik Ode                   |
| Mutter Donnetti   | Mimi Aguglia  | Agnes Windeck              |
| Mme Bouget        | Ann Codee     | Alice Treff                |
| Radiosprecher     | Richard Lane  | Franz-Otto Krüger          |

Anmerkung: Die kursiv geschriebenen Namen sind Rollen und Darsteller, die nicht im Abspann erwähnt wurden.

## Veröffentlichung
Die Premiere des Films fand am 22. September 1949 in New York statt. In der Bundesrepublik Deutschland kam er am 11. Dezember 1951 in die Kinos, in Österreich am 21. März 1952.

## Kritiken
Der Filmkritiken-Aggregator Rotten Tomatoes hat in einer Auswertung ein Publikumsergebnis von 43 Prozent positiver Bewertungen ermittelt.
Das Lexikon des internationalen Films schrieb: „Anspruchsloser Unterhaltungsfilm, in dem Mario Lanza sein Kinodebüt gab; betont nett und freundlich, mal romantisch, mal sentimental, prächtig ausgestattet und für Musikliebhaber hörenswert.“
Die Filmzeitschrift Cinema beschrieb den Film als „gut ausstaffierte Schnulze.“
Bosley Crowther von der The New York Times befand, MGM habe den Film mit Musik und Talent im Überfluss beladen. Es sei eine farbenfrohe Produktion mit viel ansprechender Romantik. Unter diesen angenehmen Umständen sei der Mangel an Inhalt verzeihlich, die Geschichte sei nämlich papierdünn.

## Auszeichnungen
Der Film gewann 1949 den Photoplay Award für den besten Film des Monats November, zusammen mit Columbus, Everybody Does It, The Gal Who Took the West, In den Klauen des Borgia und Gefahr in Frisco.